# 天馆乡
天馆乡，是中华人民共和国重庆市酉阳土家族苗族自治县下辖的一个乡镇级行政单位。

## 行政区划
天馆乡下辖以下地区：
天馆村、康家村、魏市村、核桃村、杉坪村和太白村。